# Mała Góra (Góry Izerskie)
Mała Góra niem. Kleinerberg) – wzniesienie w południowo-zachodniej Polsce, w Sudetach Zachodnich, w Górach Izerskich

## Lokalizacja
Wzniesienie położone jest w Sudetach Zachodnich, w zachodniej części Gór Izerskich, na zakończeniu północnego, bocznego ramienia czes.Jindřichoveckecho hřbena, które odchodzi od Smrek czes. Smrka. Około 4,0 km na zachód od miejscowości Świeradów-Zdrój.

## Charakterystyka
Wzniesienie w bocznym grzbiecie odchodzącym od Wysokiego Grzbietu Gór Izerskich w kierunku północnym. Charakteryzuje się wyrazistym wierzchołkiem o regularnej rzeźbie i ukształtowaniu o stromych zboczach: północnym, zachodnim i wschodnim. Wznosi się w bliskiej odległości od wzniesień: Rapická hora wznoszącym się po zachodniej stronie i Czerniawska Kopa po wschodniej stronie. Wyrasta z północnego zbocza wzniesienia Smrek czes. Smrk w kształcie wysuniętego na północ długiego garbu. Stanowi jedno z trzech wzniesień wyrastających z północnego zbocza rozległego masywu Smreka. Zbocza wschodnie i zachodnie schodzą stromo w kierunku dobrze wykształconych dolin rzecznych, które wyraźnie wydzielają wzniesienie, od zachodu dolina potoku Granicznik  czes. Hraniční potok a od wschodu dolina potoku Łużyca. Zbocze południowe łagodnie przechodzi w północne strome zbocza wzniesienia Smreka (1124 m n.p.m.), od którego oddzielone jest niewielkim wypłaszczeniem. Po północnej stronie wzniesienia prowadzi droga nr 361 do byłego przejścia granicznego z Czechami Czerniawa-Zdrój-Nové Město pod Smrkem. Od południa wzniesienie góruje nad Ulickiem, niewielką częścią miasta Świeradów-Zdrój.  Położenie wzniesienia oraz kształt czyni wzniesienie rozpoznawalnym w terenie.

## Budowa geologiczna
Masyw  Małej Góry położone jest w obrębie bloku karkonosko-izerskiego, w północnej części metamorfiku izerskiego. Podłoże wzniesienie zbudowane jest z gnejsów i granitognejsów. Szczyt i zbocza wzniesienia pokrywa warstwa młodszych osadów: glin, żwirów, piasków i lessów z okresu zlodowaceń plejstoceńskich i osadów powstałych w chłodnym, peryglacjalnym klimacie.

## Roślinność
Wierzchołek i zbocza  wzniesienia porasta w większości naturalny las mieszany regla dolnego, a w partiach szczytowych świerkowy z niewielką domieszką drzew liściastych. Północne zbocze poniżej poziomu 420 m n.p.m. zajmują łąki i pola uprawne.

## Inne
Podnóżem wschodniego zbocza wzdłuż potoku Granicznik przebiega granica polsko-czeska.

## Ciekawostki
- U północnego podnóża wzniesienia na poziomie 530 m n.p.m. w bliskiej odległości od drogi nr 361 położone jest Źródło Cesarza Józefa, przy którym 23.08.1779 r. odpoczywał Cesarz Józef II[1].
- Na północno-zachodnim zboczu na poziomie 590 m n.p.m. znajduje się niewielka grupa skalna.

## Zobacz
- Potok oznaczony na mapach i w przewodnikach nazwą Granicznik czes. Hraniční potok zgodnie z mapą Regionalnego Zarządu Gospodarki Wodnej we Wrocławiu nazywa się Łużyca[2].
- Potok oznaczony na mapach i w przewodnikach nazwą Łużyca zgodnie z mapą Regionalnego Zarządu Gospodarki Wodnej we Wrocławiu nazywa się Strużyna[2].

## Turystyka
Północnym podnóżem prowadzi szlak turystyczny
- zielony – prowadzący  ze Smreka do Pobiednej.